# Partito Sociale di Unità Nazionale
Il Partito Sociale di Unità Nazionale (in spagnolo: Partido Social de Unidad Nacional) è un partito politico di Centro destra attivo in Colombia dal 2005 di matrice social-liberale, altrimenti noto come Partito della U (Partido de la U) o Partito dell'Unità (Partido de la Unidad).
Dopo la vittoria ottenuta alle elezioni presidenziali del 2010, il suo leader Juan Manuel Santos è divenuto Presidente della Colombia.

## Ideologia
La Dichiarazione Programmatica (Declaración Programática) è la piattaforma ideologica ufficiale del partito:
- Il Partito Sociale di Unità Nazionale sostiene lo sviluppo del welfare e riconosce la famiglia come base della società.
- Il partito sostiene l'attuazione di un'economia di mercato.
- Il partito promuove la globalizzazione, sottolineando l'importanza dell'istruzione, della scienza e della tecnologia come pilastri chiave che possono aiutare la Colombia in un mercato globale.
- Il partito sostiene il decentramento e la maggiore autonomia delle regioni. Attualmente, la regione colombiana dei Caraibi è la prima a iniziare il processo per ottenere maggiore autonomia.
- Il presidente Santos ha anche affermato di sostenere l'approccio alla Terza via di Tony Blair.

Dal 2012, il partito è stato un membro osservatore dell'Internazionale Liberale.